# تطبيع (علم الاجتماع)
يشير مصطلح التطبيع (بالإنجليزية: Normalization)‏ في علم الاجتماع إلى العمليات الاجتماعية التي يُنظر من خلالها إلى الأفكار والأفعال على أنها طبيعية [الإنجليزية] وتصبح من المسلمات أو "طبيعية" في الحياة اليومية. هناك مواقف سلوكية مختلفة يتقبلها البشر على أنها طبيعية، مثل الحزن على أحد أفراد أسرته، وتجنب الخطر، وعدم المشاركة في أكل المثيل.

## ميشيل فوكو
يمكن العثور على مفهوم التطبيع في أعمال ميشيل فوكو، خاصةً في كتاب "المراقبة والمعاقبة"، في سياق حسابه للقوة التأديبية. وبحسب مفهوم فوكو، ينطوي التطبيع على بناء معيار مثالي للسلوك - على سبيل المثال، الطريقة التي يجب أن يقف بها الجندي بشكلٍ مثالي أو كيفية المسير وتقديم السلاح بالتفصيل الدقيق - ثم مكافأة أو معاقبة الأفراد على الامتثال لهذا المعيار أو الانحراف عنه. وفي طرح فوكو، كان التطبيع أحد التكتيكات المستخدمة لتحقيق أقصى درجات السيطرة الاجتماعية بأدنى استخدام للقوة، والتي يطلق عليها "القوة التأديبية". ونشأت القوة التأديبية على مدى القرن التاسع عشر، وأصبحت تستخدم على نطاق واسع في الثكنات العسكرية والمستشفيات والمصحات العقلية والمدارس والمصانع والمكاتب وغير ذلك، وأصبحت بالتالي جانبًا حاسمًا من الهيكل الاجتماعي في المجتمعات الحديثة.

في محاضرة ألقيت في كوليج دو فرانس في عام 1978، بعنوان "الأمن، الإقليم، السكان" عرّف فوكو التطبيع على النحو التالي:
يتألف مفهوم التطبيع، في الأساس، من إنشاء نموذج مثالي يتوافق مع نتيجة محددة. ويتمثل الهدف من التطبيع التأديبي في جعل الأفراد والحركات والإجراءات تتواءم مع هذا النموذج المرسوم بدقة، حيث يُعتبر هذا النموذج هو المعيار الطبيعي الذي يجب الامتثال له، وكل ما يخرج عن هذا المعيار يُعتبر غير طبيعي وغير مقبول. وببساطة، القاعدة هي المعيار الذي يجب الامتثال له، وليس السلوك الطبيعي أو الغير طبيعي. وبالتالي، يحدد المفهوم الطبيعي وغير الطبيعي بناءً على هذا المعيار المفروض، وليس بناءً على الطبيعة الحقيقية لهذا السلوك.

## نظرية عملية التطبيع
نظرية عملية التطبيع هي نظرية متوسطة المدى تستخدم بشكل أساسي في علم الاجتماع الطبي ودراسات العلوم والتكنولوجيا لتوفير إطار لفهم العمليات الاجتماعية التي يتم من خلالها دمج طرق التفكير والعمل والتنظيم الجديدة بشكل روتيني في العمل اليومي. تعود جذور نظرية عملية التطبيع إلى الدراسات التجريبية للابتكار التكنولوجي [الإنجليزية] في الرعاية الصحية، وخاصة في تقييم التدخلات المعقدة.
تغطي نظرية عملية التطبيع أربعة مجالات رئيسية: (1) الإدراك والتفسير الذي يخلق التماسك، (2) تنظيم النشاط العقلي لتجسيد المشاركة الإدراكية المتعلقة بالسلوك، (3) تشغيل السلوك من خلال العمل الجماعي، و(1) تقييم وتكييف السلوك من خلال المراقبة الانعكاسية. يمكن دراسة تنفيذ عملية التطبيع عن طريق "مجموعة أدوات نظرية عملية التطبيع".
على سبيل المثال، قد تشير الإجابات إلى أن التدخل "منطقي" للمشاركين (التماسك)، ولكن الاستجابة العقلية المحددة (المشاركة الإدراكية) تبدو منخفضة، مما يشير إلى أنه يمكن استهداف جهود إضافية لتوسيع المشاركة أو العمل على التزام المشاركين بجعل التدخل يعمل.

## مقالات ذات صلة
- التحكم والقوة في العلاقات التعسفية
- استمالة الأطفال
- تدرجية
- تشريع (علم الاجتماع)
- ثقافة الاغتصاب
- إدارة وصمة العار
- متلازمة ستوكهولم